# Kono Chikyū no Heiwa wo Honki de Negatterun da yo!
Singles de Morning Musume
Only You
(18 mai 2011) Pyoko Pyoko Ultra
(25 janvier 2012)
Singles par Mobekimasu
Busu ni Naranai Tetsugaku
(16 nov. 2011)
Kono Chikyū no Heiwa wo Honki de Negatterun da yo!  (この地球の平和を本気で願ってるんだよ!, "Je souhaite la paix dans le Monde entier!") est le 47e single régulier du groupe de J-pop Morning Musume. Il est parfois appelé Kono Chikyū no Heiwa wo Honki de Negatterun da yo! / Kare to Issho ni Omise ga Shitai!  (この地球の平和を本気で願ってるんだよ! / 彼と一緒にお店がしたい!) d'après les deux chansons qu'il contient.

## Présentation
Le single, écrit et produit par Tsunku, sort le 14 septembre 2011 au Japon sur le label zetima, le jour de l'anniversaire de Ai Takahashi, trois mois seulement après le précédent single du groupe, Only You. Il atteint la 2e place du classement des ventes de l'oricon, et reste classé pendant cinq semaines.
C'est officieusement un single "double face A", contenant deux chansons et leurs versions instrumentales ; c'est le deuxième single "double face A" officieux du groupe, après The Peace! sorti dix ans auparavant. Les deux chansons figureront sur l'album 12, Smart qui sort un mois plus tard. C'est le troisième single du groupe avec les quatre membres de la "neuvième génération" intégrées en début d'année, et c'est le dernier avec Ai Takahashi dont le départ est annoncé pour la fin du mois, après dix ans de présence au sein du groupe.
Il sort également dans quatre éditions limitées, dont trois notées "A", "B", et "C", avec des pochettes différentes et contenant chacune en supplément un DVD différent ; la quatrième est une édition commémorant le départ de Ai Takahashi, sans DVD, contenant la première chanson et sa version instrumentale mais avec en "face B" une nouvelle chanson interprétée en solo par Takahashi, qui figure seule sur la pochette ; cette chanson figurera sur la compilation de fin d'année du Hello! Project Petit Best 12, et son clip vidéo figurera sur le DVD homonyme. Une version "single V" (DVD) du single sortira aussi une semaine plus tard.

## Formation
Membres du groupe créditées sur le single :
- 5e génération : Ai Takahashi (dernier single), Risa Niigaki
- 6e génération : Sayumi Michishige, Reina Tanaka
- 8e génération : Aika Mitsui
- 9e génération : Mizuki Fukumura, Erina Ikuta, Riho Sayashi, Kanon Suzuki

## Titres
CD (éditions régulière, A, B, et C)
1. Kono Chikyū no Heiwa wo Honki de Negatterun da yo! (この地球の平和を本気で願ってるんだよ!?)
2. Kare to Issho ni Omise ga Shitai (彼と一緒にお店がしたい?, « Je veux ouvrir une boutique avec mon petit-ami »)
3. Kono Chikyū no Heiwa wo Honki de Negatterun da yo! (Instrumental) (この地球の平和を本気で願ってるんだよ!...?)
4. Kare to Issho ni Omise ga Shitai (Instrumental) (彼と一緒にお店がしたい...?)

DVD de l'édition limitée "A"
1. Kono Chikyū no Heiwa wo Honki de Negatterun da yo! (Close-up Ver.) (この地球の平和を本気で願ってるんだよ!...?)

DVD de l'édition limitée "B"
1. Kare to Issho ni Omise ga Shitai (Close-up Ver.) (彼と一緒にお店がしたい...?)

DVD de l'édition limitée "C"
1. Kono Chikyū no Heiwa wo Honki de Negatterun da yo! (Another Ver.) (この地球の平和を本気で願ってるんだよ!...?)

CD de l'édition spéciale "Ai Takahashi"
1. Kono Chikyū no Heiwa wo Honki de Negatterun da yo! (この地球の平和を本気で願ってるんだよ!?)
2. Jishin Motte Yume wo Motte Tobitasu Kara (自信持って 夢を持って 飛び立つから?, « Je m'en vais avec des rêves et confiante ») (par Ai Takahashi en solo)
3. Kono Chikyū no Heiwa wo Honki de Negatterun da yo! (Instrumental) (この地球の平和を本気で願ってるんだよ!...?)

## Single V
Kono Chikyū no Heiwa wo Honki de Negatterun da yo! / Kare to Issho ni Omise ga Shitai!  (この地球の平和を本気で願ってるんだよ! / 彼と一緒にお店がしたい!) est une vidéo dite Single V du groupe Morning Musume, associée au single CD Kono Chikyū no Heiwa wo Honki de Negatterun da yo! sorti une semaine auparavant. Le DVD sort le 21 septembre 2011, mais sous un double-titre, avec les clips vidéo et making of des deux chansons du CD.
Liste des titres
1. Kono Chikyū no Heiwa wo Honki de Negatterun da yo! (この地球の平和を本気で願ってるんだよ!?) (clip vidéo)
2. Kare to Issho ni Omise ga Shitai (彼と一緒にお店がしたい?) (clip vidéo)
3. Making Eizô (メイキング映像?) (making of)